# Stora Hanklot
Stora Hanklot är en ö i Finland.   Den ligger i den ekonomiska regionen  Vasa  och landskapet Österbotten, i den västra delen av landet, 400 km nordväst om huvudstaden Helsingfors. Arean är 0,40 kvadratkilometer.
Terrängen på Stora Hanklot är mycket platt. Den sträcker sig 1,3 kilometer i nord-sydlig riktning, och 0,6 kilometer i öst-västlig riktning.